# Hubertus Thoma
Hubertus Thoma (* 1958 in München) ist ein deutscher Diplomat, der zwischen 2005 und 2008 Botschafter der Bundesrepublik Deutschland in Haiti war.

## Leben
Thoma begann nach dem Abitur am Albert-Einstein-Gymnasium München 1977 ein Studium der Rechtswissenschaften und Romanistik. Danach trat er seinen Vorbereitungsdienst für den höheren Auswärtigen Dienst an und fand nach Beendigung der Attachéausbildung 1986 Verwendungen in der Zentrale des Auswärtigen Amts und in verschiedenen Auslandsvertretungen. 2005 wurde Thoma als Nachfolger von Gordon Kricke Botschafter der Bundesrepublik Deutschland in Haiti und bekleidete diesen Posten bis 2008, woraufhin Jens-Peter Voss sein dortiger Nachfolger wurde. Während seiner Amtszeit als Botschafter unterstützte er zahlreiche Hilfsprojekte, insbesondere zur Verbesserung der medizinischen Versorgung der haitianischen Bevölkerung.
Thoma ist verheiratet.

## Veröffentlichung
- Leo Slezaks amerikanische Jahre (1909–1914). In: Michael Jahn, Klaus Petermayr (Hrsg.): Jahrbuch des RISM-Österreich 2011. Der Apfel, Wien 2011, ISBN 978-3-85450-556-3, S. 173–250.